# Pierre-Paul Montagnac
Pierre-Paul Montagnac, né le 9 mai 1883 à Saint-Denis et mort le 27 juin 1961 à Paris, est un peintre et architecte décorateur français.

## Biographie
Pierre-Paul Montagnac est le fils de Pierre Albert Montagnac, employé aux travaux publics, et de Eugénie Gabrielle Menant.
Il épouse Hélène Victorine Hillaireau.
Il poursuit à la fois une carrière d'architecte et de décorateur d'intérieurs et fait éditer des meubles aux formes sobres ornés de matériaux précieux.
Élève d'André Mare, il se forme à l'Académie de la Grande Chaumière à Paris et fait ses débuts au Salon de 1912.
À partir de 1921, il expose aux Salons de la Société des Artistes décorateurs, Salon des Architectes modernes, et au niveau international, à Barcelone et Leipzig.
En 1925, il participe à l'Exposition internationale des arts décoratifs et industriels modernes pour le pavillon "Une Ambassade française".
En 1928, il est sélectionné par le Musée des Arts décoratifs lors du concours pour un bureau de dame.
Il aménage des bureaux, des magasins et des suites de paquebots, dont l'Atlantique, le Pasteur et le célèbre Normandie en 1932.
En 1937, il est chargé de concevoir le Salon de réception du Pavillon de l'UCAF à l'Exposition internationale des Arts et des Techniques de Paris.
Président de la Société des artistes décorateurs de 1930 à 1938, il expose régulièrement au Salon d'Automne (dont il sera président à partir de 1946) et à celui des Artistes décorateurs, jusque dans les années cinquante.
Il meurt à Paris le 27 juin 1961.

## Collections publiques
- Smithsonian Institution https://library.si.edu/image-gallery/search/pierre%2Bpaul%2Bmontagnac?tag=dcterms%2etype:Image
- Fonds d'Art Contemporain, Paris https://www.navigart.fr/fac-pariscollections/artworks/authors/MONTAGNAC%20Pierre%20Paul↹MONTAGNAC%20Pierre%20Paul
- Arlon, musée Gaspar, collections de l'Institut archéologique du Luxembourg : gouache[5].

## Distinctions
- Croix de guerre 1914-1918
- Chevalier de la Légion d'honneur en 1926.
- Officier de la Légion d'honneur en 1938[6].